# Surt

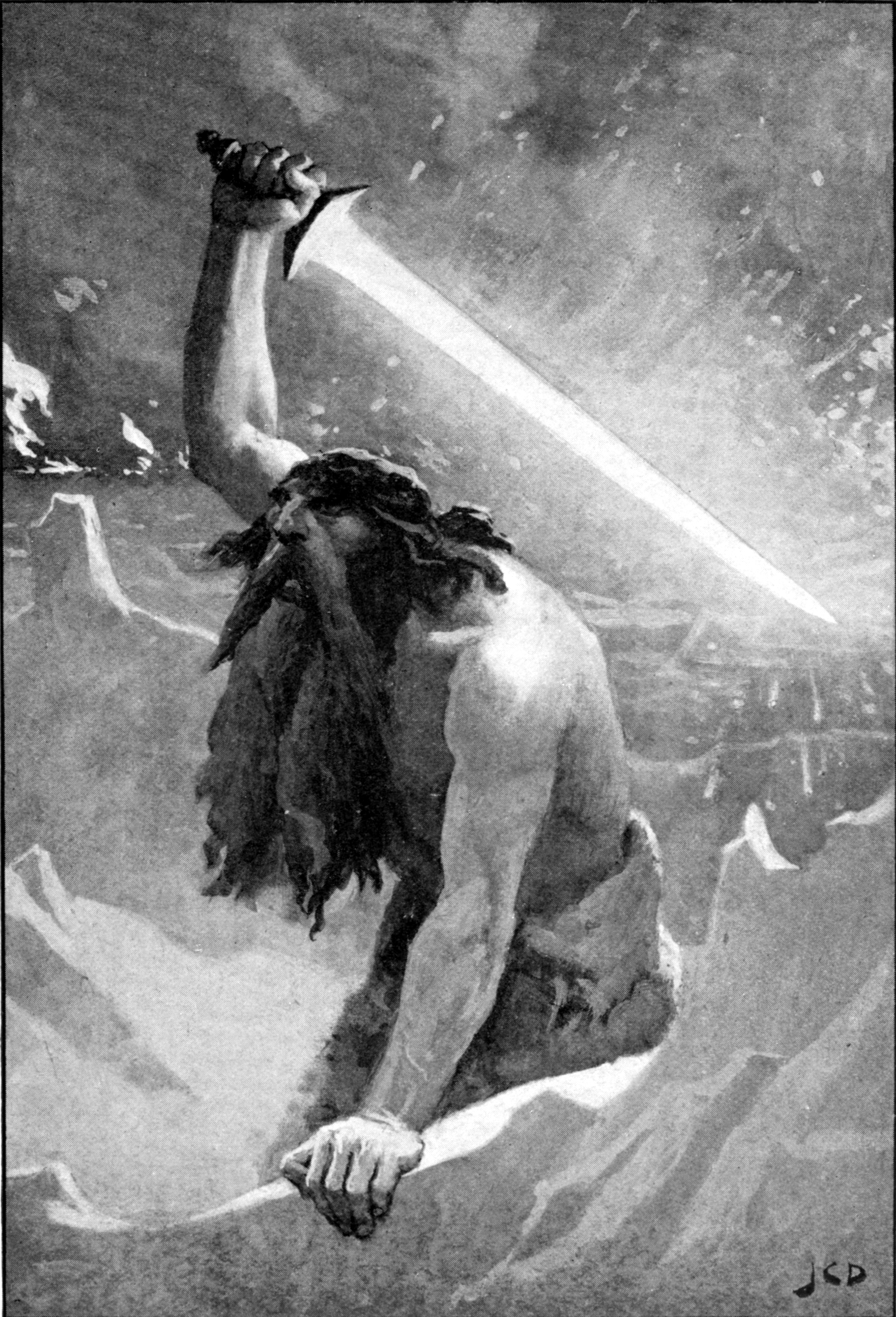
Jätten Surt

Surt (fornisländska: Surtr, ungefär ”Svarter” eller ”den svarte”) är i nordisk mytologi en jätte i underjorden som förutsägs sätta världen i brand vid Ragnarök – ”världens undergång”. Han sägs vara eldens härskare och väktare i Muspelheim samt anfader och den mäktigaste av eldtursar. 

## Etymologi
Surt är en moderniserad variant av dess fornisländska form Surtr (modern isländska: Surtur), vilket betyder ”den svarte”, arkaiserat ”Svarter”. Det kommer av samma rot som svart (fornnordiska: svartr), jämför fornsvenska: suart, danska: sort, då v (/w/) och u delade samma ljudvärde i fornnordiska språket, jämför runan ᚢ.
Namnet förekommer även i substantivet ”surturbrand” (av isländska: surtarbrandur) – ”världens förstörelse genom brand, världsbrand” etc.

## I poetiska Eddan
I eddadikten ”Valans spådom” (Völuspá) berättas att Surt har ett brinnande svärd som lyser starkare än solen och när jordens undergång, Ragnarök, är i antågande går han i spetsen mot gudarna i Asgård. Han möter Frej, som har bytt bort sitt beryktade självsvingade svärd mot att få gifta sig med jättinnan Gerd. Surt blir svårt sargad av Frej i striden, då Frej borrar in sitt vapen, ett hjorthorn, djupt in i Surts ögonhåla. Surt klyver Frej, men förgås själv, galen av smärta, i de världsuppslukande vågorna av eld och i det vattenflöde som strömmar när marken rämnar.

## Surttradition på Island
På Island anses Surt även vara förbunden med vulkanisk aktivitet. Ortnamnet Surtsey ("Surts ö") är bildat av denne eldturs namn. Enligt den isländska traditionen bodde Surt en gång i tiden i grottan Surtshellir. Grottan nämndes för första gången i Landnámabók. Forskaren Rudolf Simek tror att Surt har funnits länge inom den germanska mytologin och att när nordmännen anlände till Island måste vulkanerna fått dem att omedelbart tänka på Surt. Ett äldre exempel är Surtshellir ("Surts grotta"), där man funnit spår av förkristna kulthandlingar.